# Phillip Reed
Phillip Reed, född Milton LeRoy 25 mars 1908 i New York, död 7 december 1996 i Los Angeles, Kalifornien, var en amerikansk skådespelare. Efter en kort scenkarriär på Broadway 1932 började han filma i Hollywood där han verkade fram till 1965.

## Filmografi, urval
- 1933 – Ungkarlsflickan
- 1934 – Hög hasard
- 1934 – Paris i gala
- 1935 – Kvinnan i rött
- 1935 – Våga vi gifta oss?
- 1936 – Min fästmans rival
- 1938 – Gentleman på luffen
- 1943 – Väninnor
- 1947 – Melodin som gäckade skuggan
- 1957 – I skuggan av ett mord